# دوناتو دیاباتو
دوناتو دیاباتو (انگلیسی: Donato Disabato؛ زادهٔ ۱۷ آوریل ۱۹۹۰) بازیکن فوتبال اهل ایتالیا است.
از باشگاه‌هایی که در آن بازی کرده‌است می‌توان به باشگاه فوتبال پرو ورچلی و باشگاه فوتبال وارزه اشاره کرد.